# Zygothrica malaysiana
Zygothrica malaysiana är en tvåvingeart som beskrevs av David Grimaldi 1990. Zygothrica malaysiana ingår i släktet Zygothrica och familjen daggflugor. Inga underarter finns listade i Catalogue of Life.